# Git Gay-stipendiet
Git Gay-stipendiet infördes baserad på önskemål i primadonnan Git Gays testamente 2007. Hon avsatte 7-10 miljoner kronor som räckte till att dela ut 100 000 kronor per år 2008-2018. Priset 2008-2017 delades ut årligen i Malmö av Stiftelsen Git Gays Artistfond på en vidlyftig gala, enligt testamentets önskemål. Det sista utdelade stipendiet delades ut den 24 november 2018 under en varietéföreställning på Victoriateatern.

## Pristagare
- 2008 – Birgitta Rydberg
- 2009 – Lill-Babs och Lars-Åke Wilhelmsson
- 2010 – Rennie Mirro och Karl Dyall
- 2011 – Björn Skifs
- 2012 – Kim Sulocki och Eva Rydberg[4]
- 2013 – Fredrik Lycke och Ulrika Skoglund
- 2014 – Jan Malmsjö
- 2015 – Sanna Nielsen och Marianne Mörck
- 2016 – Sven Melander och Claes Malmberg
- 2017 – Christer Lindarw och Lill Lindfors[5]
- 2018 – Victoriateatern